# Karlsruher Burschenschaft Ghibellinia

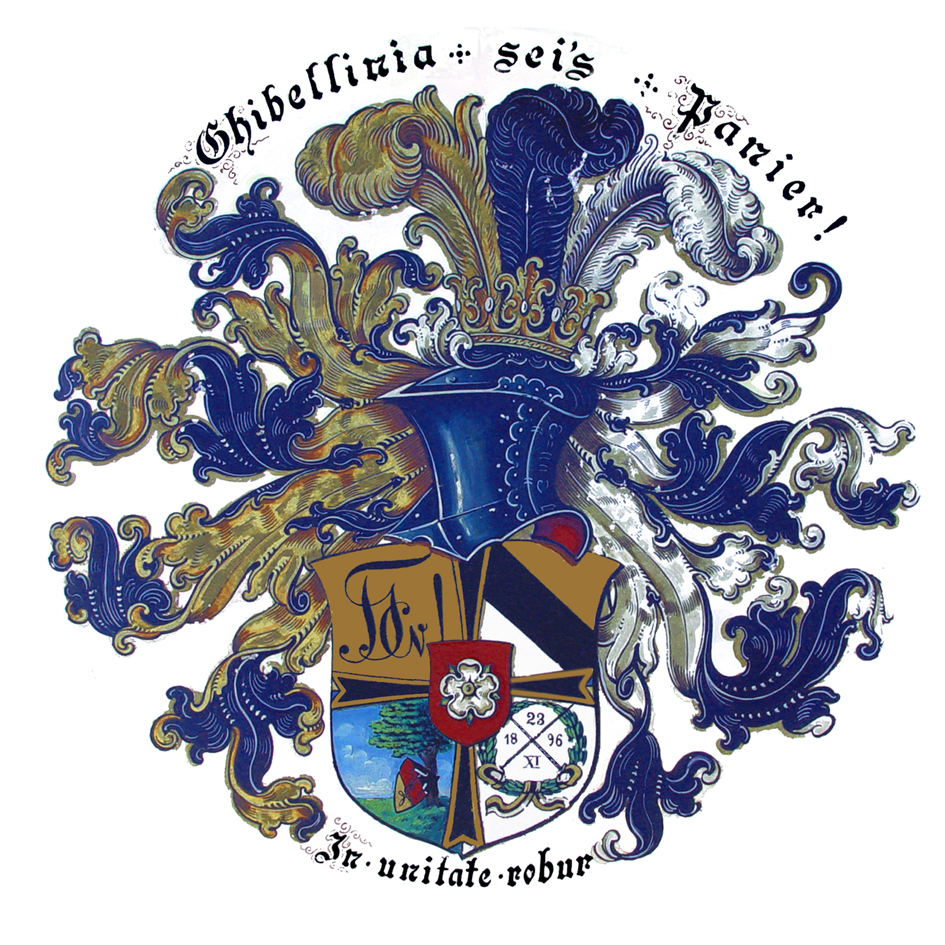
Wappen der KB! Ghibellinia

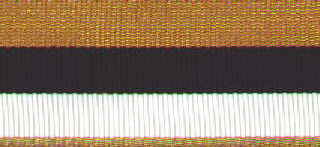
Farben der Karlsruher Burschenschaft Ghibellinia

Die Karlsruher Burschenschaft Ghibellinia (kurz: KB! Ghibellinia) ist eine farbentragende, nicht-schlagende Studentenverbindung in Karlsruhe. Die Farben der Burschenschaft sind Gold, Schwarz und Weiß.

## Geschichte
Am 23. November 1896 wurde der Akademisch-Pharmazeutische Verein „Gifthütte“ gegründet, der aus dem Pharmazeuten-Kränzchen entstanden ist. Zur Gründungszeit konnten nur Pharmaziestudenten der Technischen Hochschule Fridericiana (heute KIT) beitreten. Später, im Wintersemester 1898/1899, erfolgte die Umbenennung in „Akademisch pharmazeutische Gesellschaft Karlsruhe“. Am 7. Mai 1899 ist die Verbindung dem Verband wissenschaftlicher Vereine (VWV) der Technischen Hochschule Fridericiana beigetreten; zwei Jahre später wurde das erste Wappen entworfen. Zum Wahlspruch wählte man „in unitate robur“ – In der Einheit liegt die Kraft.
Eine Öffnung anderen Fakultäten gegenüber wurde im Jahre 1906 beschlossen, was eine erneute Umbenennung zu „Akademischer Verein Gifthütte“ zur Folge hatte.
Im Jahre 1902 wurde der Akademische Stammtisch ULK gegründet. Dieser war eine Gemeinschaft von Studenten, die einen engen Kontakt zur „Gifthütte“ pflegten. Am 17. Februar 1912 fusionierte ULK mit Gifthütte zur „Karlsruher Burschenschaft Ghibellinia“. Gleichzeitig erfolgte der Beitritt zum Allgemeinen Deutschen Burschenbund (ADB).
Der ADB wurde 1934 durch das NS-Regime mit der Deutschen Burschenschaft (DB) zwangsfusioniert und nach dem Zweiten Weltkrieg nicht wiedergegründet. Im selben Jahr wurde die KB! Ghibellinia als 6. Karlsruher Burschenschaft durch den Senat der Technischen Hochschule Fridericiana genehmigt. Durch den Druck, den das politische System auf freidenkende Vereinigungen im Allgemeinen ausübte, legten am 18. Oktober 1935 die Burschenschaften der DB ihre Farben auf der Wartburg zu Eisenach nieder. Im selben Jahr suspendierte die KB! Ghibellinia.
In der frühen Nachkriegszeit arbeitete die KB! Ghibellinia an der Neugründung der DB mit, die in ihren Anfängen mehr Gemeinsamkeiten mit dem liberal-demokratische Erbe der Urburschenschaft zeigte. So wurde z. B. die Entscheidung über das Fechten in das Ermessen der einzelnen Burschenschaft gestellt, während die DB bis 1933 – und darin unterschied sie sich wesentlich vom ADB – starr an dem Prinzip der Pflichtmensur festgehalten hatte. Im Jahre 1954 trat die KB! Ghibellinia aufgrund der Wiedereinführung der Pflichtmensur aus der DB aus und blieb bis heute nichtschlagend.
Den Gedanken eines Verbandes Gleichgesinnter ließ man jedoch keineswegs fallen. So versuchte man schon am 18. Dezember 1954 in Gießen mit ähnlich eingestellten Verbindungen den Deutschen Burschenschafterbund (DBB) zu gründen. Dies geschah im Jahre 1957 unter dem Namen Deutscher Burschenring (DBR), allerdings trat die KB! Ghibellinia ihm trotz intensiver Gründungsvorbereitungen nicht bei. Bis heute ist die KB! Ghibellinia verbandsfrei geblieben.
Die KB! Ghibellinia bekennt sich auch heute noch zu den Werten der ehemaligen ADB (z. B. die Ablehnung des Fuxenbandes) und pflegt enge Kontakte zu den noch existierenden ADB-Verbindungen.

## Das Verbindungshaus

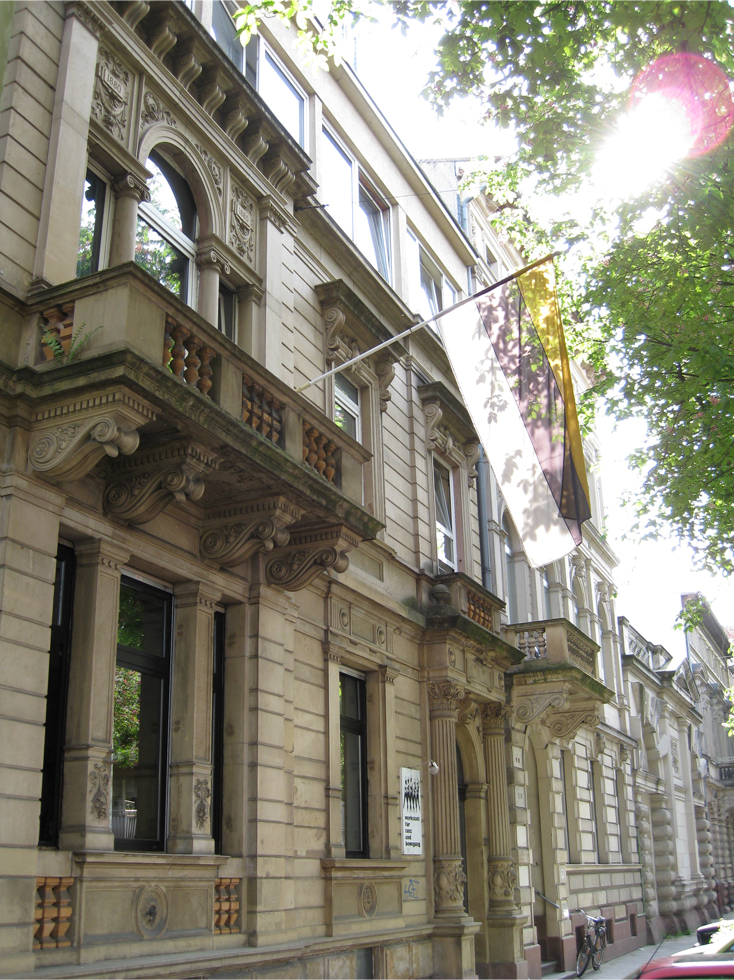
Das Verbindungshaus in der Stephanienstraße

Im Wintersemester 1924/25 kaufte die KB! Ghibellinia das Haus in der Karlsstraße 1, das aber 1935 aufgrund der Ereignisse wieder verkauft werden musste.
Im Jahre 1950 wurde ein Trümmergrundstück in der Stephanienstraße 29 gekauft. Das Haus wurde zu einem großen Teil von den Verbindungsmitgliedern selbst wieder aufgebaut, da nach dem Zweiten Weltkrieg nur noch die denkmalgeschützte Fassade und das Kellergewölbe stand. Die Einweihung des fertiggestellten, heutigen Verbindungshauses erfolgte am 29. November 1963. Es verfügt über 9 Studentenzimmer, diverse Gemeinschafts- sowie Aufenthaltsräume und ein Gästezimmer. Im Keller befinden sich ein kleiner Kneipsaal und eine Bar. Zusätzlich verfügt das Haus über einen weiteren, größeren Kneipsaal im Erdgeschoss.

## Bekannte Mitglieder
- Alfred Bockemühl (1896–1992), Verkehrswissenschaftler
- Carl Engler (1842–1925), Professor für Chemie an der TH Karlsruhe (Ehrenmitglied)
- August Essenwein (1871–1953), Apotheker und Feuerwehrvertreter
- Henning Natzschka (* 1926), Professor für Verkehrswesen an der FH Stuttgart, Verfasser eines Standardwerkes zum Straßenbau.[2]
- Hans Kaiser (1890–1977), Apotheker und Lebensmittelchemiker
- Klaus Knizia (1927–2012), Ingenieur
- Paul Schmitthenner (1884–1972), Architekt
- Hugo Wagner (1873–1944), Architekt